# ألان س. فوكس
ألان س. فوكس (بالإنجليزية: Alan C. Fox)‏ هو كاتب أمريكي، ولد في 30 يونيو 1944.